# Кубок швейцарської ліги з футболу 1981—1982
Кубок швейцарської ліги з футболу 1981-82 — 10-й розіграш Кубка ліги у Швейцарії. Переможцем вперше став Аарау.

## Календар
| Раунд       | Дата              | Матчі | Клуби   |
| ----------- | ----------------- | ----- | ------- |
| 1/16 фіналу | 1-5 серпня 1981   | 16    | 32 → 16 |
| 1/8 фіналу  | 8-9 вересня 1981  | 8     | 16 → 8  |
| 1/4 фіналу  | 21 лютого 1982    | 4     | 8 → 4   |
| 1/2 фіналу  | 11 травня 1982    | 2     | 4 → 2   |
| Фінал       | 18-29 травня 1982 | 2     | 2 → 1   |

## 1/16 фіналу
| Команда 1         | Рахунок      | Команда 2          |
| ----------------- | ------------ | ------------------ |
| 1 серпня 1981     |              |                    |
| Фрауенфельд (2)   | 2:1          | Ібах (2)           |
| Серветт           | 2:1          | Лозанна            |
| Сьйон             | 2:0          | Шенуа (2)          |
| 2 серпня 1981     |              |                    |
| Берн (2)          | 1:2          | Аарау              |
| Аурор (Біль) (2)  | 1:6          | Нордштерн (Базель) |
| Фрібур (2)        | 3:1          | Бюль               |
| Мендрізіостар (2) | 5:3          | Беллінцона         |
| Вінтертур (2)     | 2:2 пен. 4:2 | К'яссо             |
| Гренхен (2)       | 4:0          | Веттінген (2)      |
| Лугано (2)        | 2:0          | Локарно (2)        |
| 4 серпня 1981     |              |                    |
| Базель            | 1:0          | Янг Бойз           |
| Монте (2)         | 1:2          | Веве Спортс        |
| Ла Шо-де-Фон (2)  | 2:0          | Ксамакс            |
| 5 серпня 1981     |              |                    |
| Альтштеттен (2)   | 0:3          | Грассгоппер        |
| Люцерн            | 7:0          | Біль-Б'єнн (2)     |
| Цюрих             | 0:1          | Санкт-Галлен       |

## 1/8 фіналу
| Команда 1          | Рахунок | Команда 2         |
| ------------------ | ------- | ----------------- |
| 8 вересня 1981     |         |                   |
| Аарау              | 4:3 дч  | Грассгоппер       |
| Фрібур (2)         | 0:6     | Серветт           |
| Веве Спортс        | 0:1     | Ла Шо-де-Фон (2)  |
| 9 вересня 1981     |         |                   |
| Фрауенфельд (2)    | 1:3     | Люцерн            |
| Нордштерн (Базель) | 3:1     | Сьйон             |
| Вінтертур (2)      | 1:0     | Лугано (2)        |
| Гренхен (2)        | 1:2     | Базель            |
| Санкт-Галлен       | 4:2 дч  | Мендрізіостар (2) |

## 1/4 фіналу
| Команда 1      | Рахунок      | Команда 2          |
| -------------- | ------------ | ------------------ |
| 21 лютого 1982 |              |                    |
| Аарау          | 1:0          | Базель             |
| Серветт        | 1:2          | Санкт-Галлен       |
| Вінтертур (2)  | 1:1 пен. 3:2 | Ла Шо-де-Фон (2)   |
| Люцерн         | 3:2          | Нордштерн (Базель) |

## 1/2 фіналу
| Команда 1      | Рахунок      | Команда 2     |
| -------------- | ------------ | ------------- |
| 11 травня 1982 |              |               |
| Аарау          | 4:1          | Люцерн        |
| Санкт-Галлен   | 1:1 пен. 4:3 | Вінтертур (2) |

## Фінал
| Команда 1         | Заг. | Команда 2 | 1-й матч | 2-й матч |
| ----------------- | ---- | --------- | -------- | -------- |
| 18/29 травня 1982 |      |           |          |          |
| Санкт-Галлен      | 0:1  | Аарау     | 0:1      | 0:0      |